# Salmilompolo
Salmilompolo är en sjö i Finland. Den ligger i kommunen Pello i landskapet Lappland, i den norra delen av landet, 700 km norr om huvudstaden Helsingfors. Salmilompolo ligger 189,9 meter över havet. Arean är 25,8 hektar och strandlinjen är 2,41 kilometer lång. Sjön  ingår i Torne älvs huvudavrinningsområde. 